# Katherine Copeland
Katherine Copeland MBE  (ur. 1 grudnia 1990 w Ashington) – brytyjska wioślarka. Złota medalistka olimpijska z Londynu.
Zawody w 2012 były jej pierwszymi igrzyskami olimpijskimi. Po medal sięgnęła w rywalizacji dwójek podwójnych wagi lekkiej. Partnerowała jej Sophie Hosking.